# Paule Vézelay
Paule Vézelay, eigentlich Marjorie Agnes Watson-Williams (* 13. Mai 1892 in Bristol, England; † 16. September 1984 in London, England) war eine britische Malerin, die ab den 1920er-Jahren in Paris lebte und unter dem Künstlernamen Paule Vézelay international bekannt wurde. Sie war mit führenden Künstlern der Moderne wie Joan Miró, Alexander Calder, Wassily Kandinsky, Alberto Giacometti und Henri Matisse vernetzt. Ihr künstlerischer Nachlass wurde posthum erschlossen und offenbart eine bedeutende Rolle innerhalb der europäischen Avantgarde.

## Leben
Marjorie Agnes Watson-Williams wuchs in einer gebildeten Familie auf. Ihr Vater war Hals-Nasen-Ohren-Arzt und illustrierte eigene Fachbücher, wobei sie vermutlich mithalf. Von 1909 bis 1912 studierte sie Malerei und Radierung an der Bristol Municipal School of Art. 1912 zog sie nach London und studierte kurz an der Slade School of Fine Art, bevor sie ihre Ausbildung an der London School of Art und am Chelsea Polytechnic fortsetzte. 1918 stellte sie im New English Art Club aus und wurde 1922 Mitglied der London Group. 1926 zog sie nach Paris und nahm den Namen Paule Vézelay an, den sie aus ästhetischen Gründen wählte. In Paris lebte sie vier Jahre lang mit dem Surrealisten André Masson zusammen und verkehrte mit Künstlern wie Jean Arp, Sophie Taeuber-Arp, Joan Miró und Wassily Kandinsky. 1934 wurde sie Mitglied der Gruppe Abstraction-Création, die sich der Förderung der gegenstandslosen Kunst widmete.
Der Zweite Weltkrieg zwang Vézelay zur Rückkehr nach Großbritannien. Dort engagierte sie sich im zivilen Bereich, unter anderem durch die Gründung eines Frauen-Verteidigungskorps in Bristol. Ein Antrag, Kriegszerstörungen zeichnerisch festzuhalten, wurde zunächst abgelehnt, worauf sie sich direkt an Kenneth Clark vom War Artists’ Advisory Committee wandte.
In den Nachkriegsjahren lebte sie in Barnes (London) und gestaltete dort einen Garten, der laut dem Kurator Simon Grant als eigenständiges Kunstwerk verstanden werden kann. Ihre kreative Arbeit setzte sie bis ins hohe Alter fort, darunter mit zahlreichen handkolorierten Papierschnitten, die teilweise zu Entwürfen für Textilien wurden. 1983 widmete ihr die Tate Gallery eine Retrospektive. Kurz vor ihrem Tod wurde sie von Germaine Greer für die Fernsehdokumentation Women of Our Century interviewt. Die Royal West of England Academy (RWA) in Bristol ehrte sie postum mit der Ausstellung Paule Vézelay: Living Lines, in der ihr Werk umfassend gewürdigt wird.
Zu ihren Werken zählen:
- Bristol Hippodrome (1918–19), eine frühe Arbeit aus ihrer Beschäftigung mit Theater und Licht.
- The Bathers (1923), entstanden während eines Aufenthalts in Südfrankreich mit der Tänzerin Margaret Morris.
- Construction. Grey Lines on Pink Ground (1938), beeinflusst von der Freundschaft mit Sophie Taeuber-Arp.
- Lines in Space No 51 (1965), ein Beispiel ihrer fortgeführten Raumstudien.

## Werk
Paule Vézelay arbeitete in verschiedenen Medien, darunter Malerei, Skulptur, Collage, Zeichnung und Druckgrafik. Ihre frühen Arbeiten waren gegenständlich, entwickelten sich aber in den 1930er Jahren zu einer klaren, organischen Abstraktion. Ihre Werke zeichnen sich durch schwebende Formen, klare Linien und harmonische Farbflächen aus. 1935 begann sie mit der Serie “Lines in Space”, in der sie Fäden und Drähte zu dreidimensionalen Konstruktionen spannte. Diese Arbeiten wurden von Michel Seuphor als „vollkommen originelle und unabhängige Konzeption“ gewürdigt.   